# Пшемысл Сцинавский
Пшемко (Пшемысл) Сцинавский (Жаганьский) (пол. Przemko (Przemysł) ścinawski (żagański), 1255/1265 — 26 февраля 1289) — князь жаганьский (1278—1284) и сцинавский (с 1284).

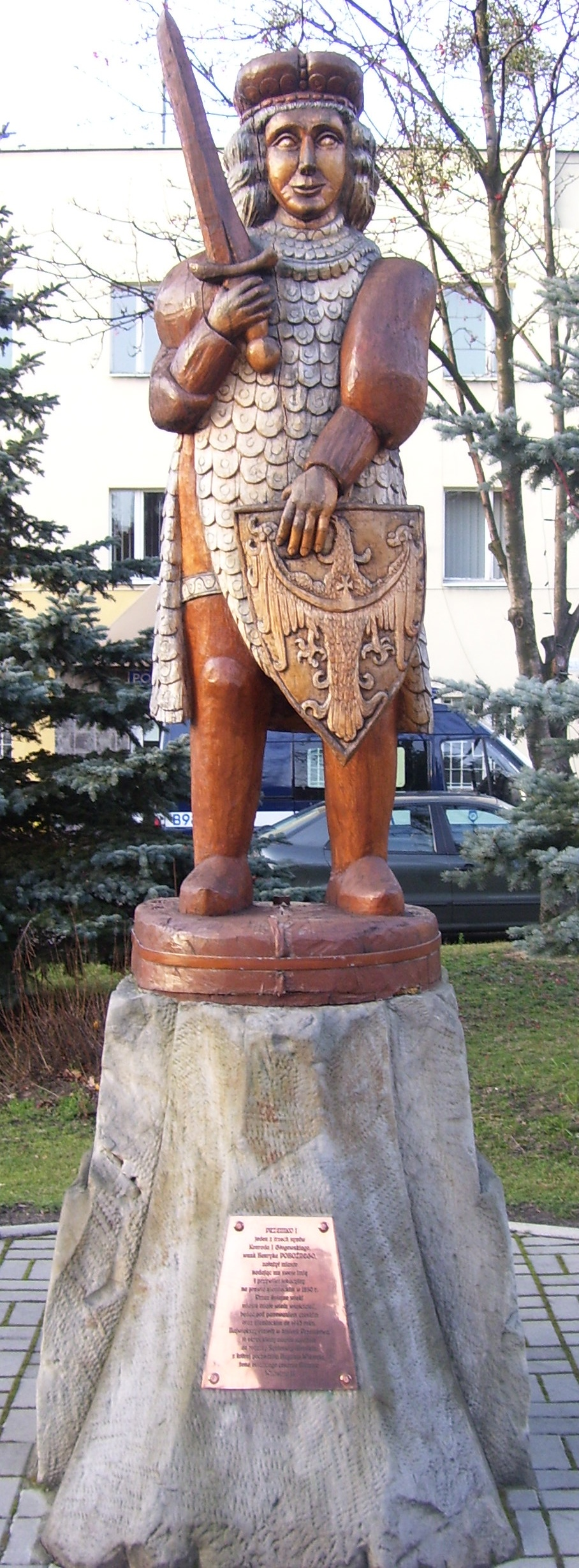
Паямтник Пшемыслу Сцинавскому в Пшемкуве

Пшемысл был самым младшим сыном глогувского князя Конрада I и Саломеи Великопольской. К моменту смерти отца в 1271 году он был ещё мал и попал под опеку старшего брата Генриха.
В 1278 году его старший брат Генрих III Глоговский, управлявший наследством отца после его смерти, был вынужден поделиться с младшими братьями, и Пшемысл получил самостоятельный удел ― Жаганьское княжество. В 1281 году он принёс вассальную клятву вроцлавскому князю Генриху Пробусу.
В 1284 году под давлением Генриха Пробуса Пшемыслу пришлось поменяться владениями со своим братом Конрадом, и он стал правителем Сцинавского княжества. Предполагается, что это произошло из-за того, что Генрих Пробус предпочитал иметь владетелем соседних земель более верного вассала; и действительно, в последующие годы Пшемысл поддерживал Генриха Пробуса во всех его крупных мероприятиях, включая конфликт с вроцлавским епископом Томашем II Зарембой.
В 1288 году скончался князь Лешек Чёрный, и Генрих Пробус вступил в борьбу за вакантный краковский трон, в чем ему понадобилась помощь сцинавского князя. 26 февраля 1289 года в битве под Севежем сошлись войско Генриха IV Пробуса и его сторонников с войском Владислава Локетека и Болеслава Плоцкого. Силезские князья были разбиты, а Пшемысл погиб в этом сражении. Похоронен он был в цистерцианском монастыре Любёнжа.
Так как он не был женат и не имел детей, то после его смерти Генрих Пробус забрал себе его владения на правах сюзерена.